# Ana Ivanović
Ana Ivanović (in serbo Ана Ивановић?; Belgrado, 6 novembre 1987) è un'ex tennista serba.
In carriera ha conquistato quindici tornei WTA in singolare, compreso il Roland Garros nel 2008; nei tornei del Grande Slam ha raggiunto un'altra finale a Parigi nel 2007 e agli Australian Open nel 2008. È stata inoltre numero uno del mondo dal 9 giugno al 10 agosto 2008 e poi dal 18 agosto al 7 settembre dello stesso anno, per un totale di dodici settimane. Dopo un periodo di scarsi risultati, torna al successo nel 2014 vincendo in tutto 56 partite e tornando tra le prime dieci tenniste al mondo a distanza di sei anni dall'ultima volta.
Si è ritirata dal tennis professionistico alla fine del 2016, all'età di 29 anni.

## Carriera sportiva
Iniziò a giocare a tennis all'età di cinque anni, dopo aver visto la televisione, chiese ai genitori di esser portata alla scuola di tennis e le fu regalata una piccola racchetta. Suo idolo era la tennista serba (poi statunitense) Monica Seles.
Cresciuta nella Jugoslavia delle guerre degli anni novanta, la sua formazione tennistica dovette affrontare difficoltà tra cui i bombardamenti della NATO nel 1999, per evitare i quali era costretta ad allenarsi al mattino presto, o la mancanza di strutture invernali, superata, come lei stessa ha raccontato in un'intervista, giocando in una piscina abbandonata riempita di terra. La volontà di emergere di Ana Ivanović è testimoniata dal racconto di Martina Navrátilová che ha rivelato quando Ana, perso il suo primo torneo, pianse per 4 ore nello spogliatoio per il timore che il suo manager finanziatore potesse abbandonarla giudicandola non abbastanza brava da diventare una professionista.

### 2004: L'approdo nel professionismo
Esordisce come professionista nel 2003, ma conquista le prime luci della ribalta raggiungendo la finale juniores di Wimbledon nel 2004, nella quale fu sconfitta da Kateryna Bondarenko. Fa il suo debutto nel main draw di un torneo del circuito professionistico nell'ottobre 2004 quando trascina Venus Williams a due tie-break 7-6(11), 7-6(6) nel secondo turno del torneo di Zurigo. La settimana successiva arriva sino ai quarti del torneo del Lussemburgo. Il 2004 si chiude per la giovane serba con un balzo di 608 posizioni nel ranking WTA, entrando, a 17 anni, nelle prime 100 del mondo (97º).

### 2005: Primo titolo WTA
Il 2005 è un anno di crescita per la giovane tennista serba: partendo dalle qualificazioni si aggiudica il primo titolo WTA a Canberra. Ottiene i quarti di finale al Tier I di Miami, arrendendosi ad Amélie Mauresmo, sulla quale si vendica nel Roland Garros dove elimina in tre sets la francese al terzo turno, venendo poi battuta ai quarti da Nadia Petrova. Verso la fine dell'anno centra due semifinali ai tornei di Zurigo e Linz, uscendo in entrambi i casi per mano di Patty Schnyder. A fine 2005 è la 16º del ranking.

### 2006

Ana Ivanović agli US Open 2006

Il 2006 è una stagione di alti e bassi per Ana, che prosegue la scalata verso la top ten della classifica, senza tuttavia riuscire ad ottenere una costanza di risultati, a causa anche di qualche problema fisico. Ottiene i quarti di finale ad Indian Wells, delude al Roland Garros, dove esce al terzo turno da una Anastasija Myskina ben lontana dalla brillante giocatrice del 2004, esce al quarto turno di Wimbledon sconfitta da Amélie Mauresmo. Sul cemento nordamericano ottiene il primo torneo Tier I, a Montréal, annientando in finale la favorita Martina Hingis. Non si conferma allo US Open a causa di un sorteggio sfortunato che la oppone a Serena Williams già al terzo turno. La stagione prosegue modestamente, a causa anche di qualche problema fisico alla spalla, per il quale subisce un piccolo intervento. A fine anno Ana è comunque 14º nel ranking WTA.

### 2007: Ingresso nella top 10
Nella prima parte del 2007 l'incostanza del tennis della giovane tennista serba pare minacciarne il rendimento. Al torneo di Gold Coast, in Australia, Ana esce ai quarti contro un'altra bella speranza del tennis femminile, Shahar Peer, dopo tre intensi set 5-7, 6-4, 6-4. A Sydney la serba supera la Petrova che, a causa di disturbi allo stomaco, si ritira in svantaggio 6-4, 4-2, per poi affrontare nei quarti la Vaidišová. In questo match la serba è dominata dalla maggiore mobilità della ceca, abilissima nelle prime fasi del gioco, servizio e ribattuta, finendo per essere sconfitta 6-4, 6-2 e dando l'idea di esser sempre in balia dell'avversaria. Ana disputa uno Australian Open al di sotto delle aspettative: nel terzo turno affronta la russa Vera Zvonarëva, giocatrice di buona caratura che sta tornando gradualmente ai suoi livelli migliori, che nel match contro la serba la domina dall'inizio alla fine con estrema facilità e velocità, vincendo la partita col risultato di 6-1, 6-2 e scatenando delicati interrogativi sulla maturità della serba.
Ana si riscatta disputando un buon torneo al Tier I di Tokyo, in cui supera nei quarti la connazionale Janković recuperando un set, poi in semifinale affronta la Šarapova che accusa qualche problema fisico, finendo per ritirarsi sul 6-1, 0-1 in favore della serba. In finale Ana ingaggia un duello serrato contro Martina Hingis fino al 4-4 del primo set, ma complice la perdita di concentrazione della serba e una Hingis davvero in ottime condizioni che si dimostra comunque superiore alla serba sia da fondo campo che per lucidità, la Ivanović viene schiantata dal 4-4 del primo set, subendo un parziale di 8 game a 2 in favore della Hingis che giocando senza sbavature, rende impossibile alla serba esprimere ancora il suo gioco aggressivo imprigionandola nelle proprie geometrie, il risultato dà ragione alla ex numero uno del mondo svizzera che vince il quinto titolo a Tokyo con il punteggio finale di 6-4, 6-2. Ana ottiene i quarti al torneo di Anversa, dove però subisce una pesante sconfitta per mano della padrona di casa, Kim Clijsters che le concede la miseria di soli 3 giochi in una partita che non ha mai avuto storia.
Appare deludente anche il torneo di Indian Wells, in cui Ana esce ai quarti per mano di una giocatrice sulla carta a lei decisamente inferiore, Sybille Bammer: se nel primo set regna l'equilibrio che Ana riesce a spezzare solo nel tie-break, ma nel secondo accusa un grande passaggio a vuoto che la porta a perdere anche il terzo set vincendo solo 3 game. Appare ancor più inaspettata la sconfitta al II turno contro una giocatrice in forte ascesa, Jaroslava Švedova, la n.84 del ranking WTA, capace di prevalere sulla serba 7-5, 6-4. Ad Amelia Island la serba disputa un buon torneo, caratterizzato dalla vittoria contro la connazionale Janković ai quarti, in cui dopo il primo equilibrato set, terminato 7-5, Ana fa valere la sua potenza aggiudicandosi il secondo per 6-3. In semifinale affronta Tatiana Golovin che si presenta in un ottimo stato di forma: le due giovani promesse disputano un match intenso ed equilibrato che si risolverà soltanto nel terzo set con un 6-4 a favore della francese. Al Tier I di Charleston la sua corsa si interrompe invece al terzo turno contro Vera Zvonarëva, che si aggiudica nettamente il match con un doppio 6-3. La serba in Europa disputa un buon torneo nel Tier I di Berlino: al terzo turno supera Al'ona Bondarenko che si ritira sotto di un set e 5-0 nel secondo, mentre nei quarti ha la meglio contro Patty Schnyder 6-4 al terzo in un match molto equilibrato.

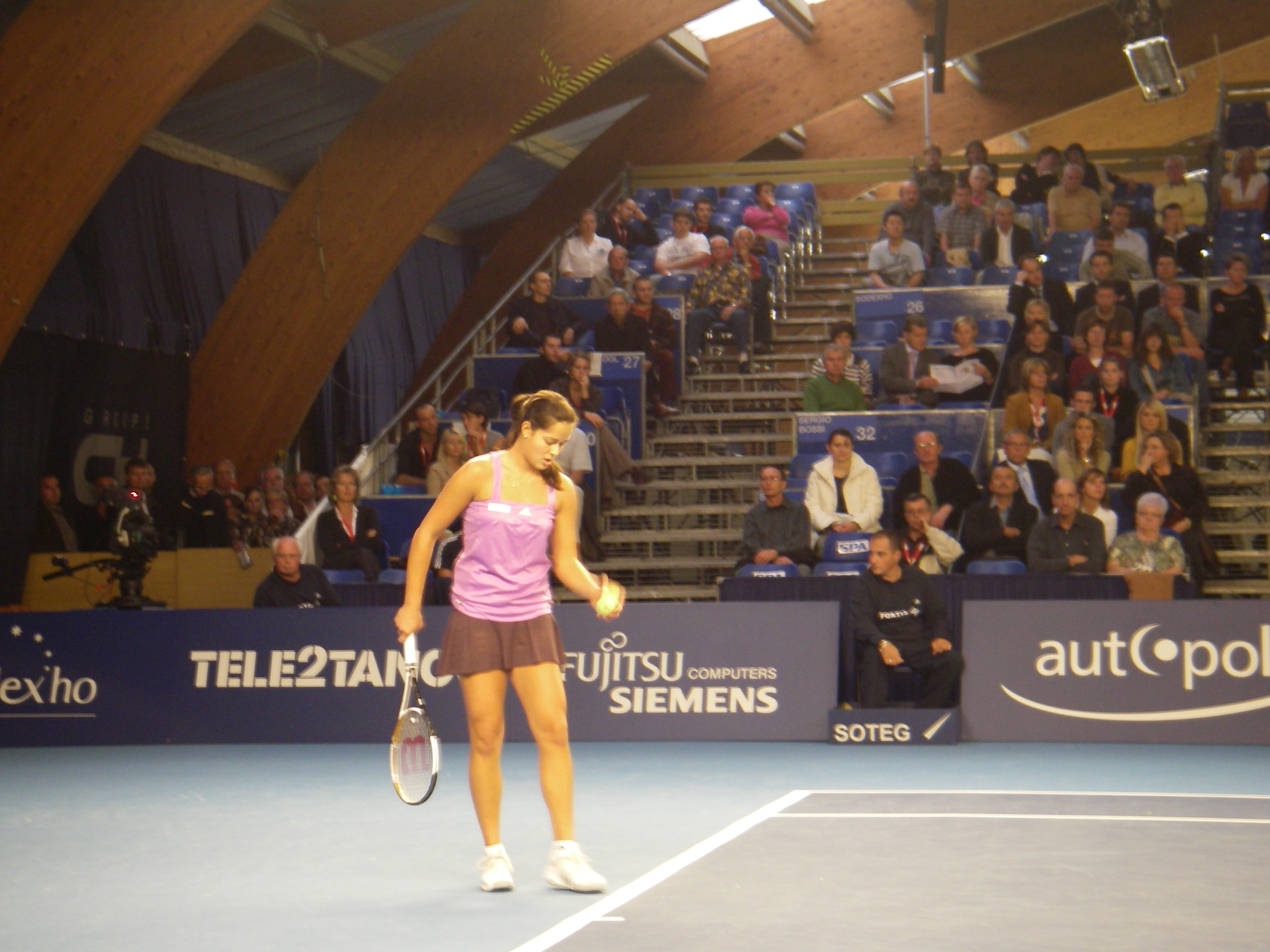
Ana Ivanović al torneo di Lussemburgo 2007

In semifinale la serba è assistita dalla buona sorte: la Vakulenko è costretta al ritiro sul 4-3 del primo set; pertanto Ana giunge in finale fresca, soprattutto con un netto vantaggio rispetto a Svetlana Kuznecova che nella stessa mattinata ha dovuto concludere il match di semifinale contro Justine Henin. La finale è caratterizzata da questo handicap: la russa si aggiudica il primo per poi calare inevitabilmente, ma la partita resta aperta anche a causa di una distorsione subita da Ana che pareggia il secondo set nel frattempo. Nel terzo set la serba fatica un po' e vanifica un vantaggio di 5-3 per poi chiudere al tie-break. Questo secondo trofeo in un Tier I le consente di fare un grande balzo nel ranking ed entrare per la prima volta nella top ten, piazzandosi all'8ª posizione. Al Roland Garros conferma i recenti progressi battendo nei quarti la Kuznecova, grazie anche ad un buon avvio e mantenendo la lucidità anche nel terzo set, in cui doma il ritorno della giocatrice più esperta. Successivamente in semifinale sconfigge Marija Šarapova con un netto 6-2, 6-1. Ana raggiunge la finale di Parigi contro la numero 1, Justine Henin, ma non riesce ad entrare in partita e permette alla belga di conquistare una facile vittoria (6-1, 6-2). Questo risultato le consente di salire ancora e posizionarsi al sesto posto del ranking WTA, ed al terzo del Race for Championship.

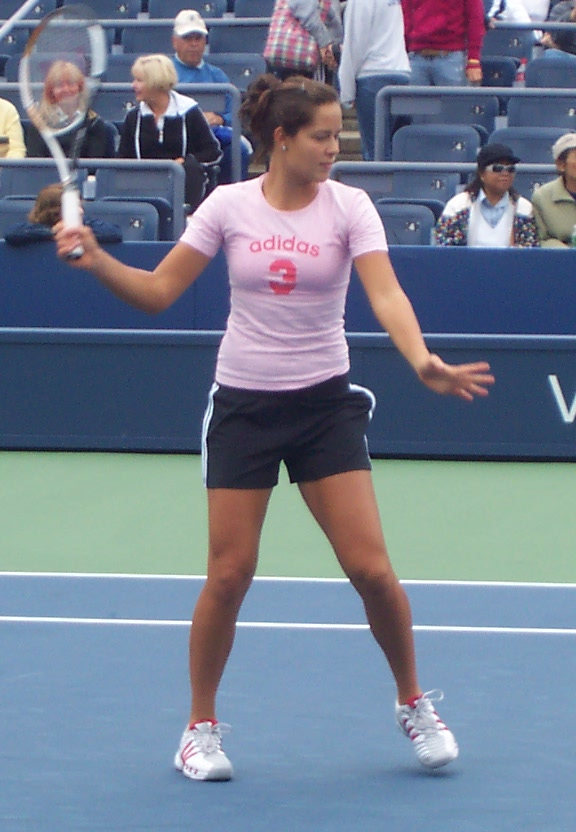
Ana Ivanović nel 2007

In giugno partecipa al torneo di Wimbledon, dove elimina prima la Petrova (n.ro 11 nel WTA) negli ottavi e poi la Vaidišová (n.ro 14 nel WTA). Il match comincia bene per la Vaidišová, che vince il primo set 6-4, ma nel secondo set c'è il ritorno di Ana, che vince 6-2. Il terzo set è simile al primo, e la Vaidišová sul 5-3 ha 3 opportunità di chiudere l'incontro. Ma Ana annulla i 3 match points, vince il game, il set (7-5) ed il match. Ana si qualifica, quindi, per la prima volta ad una semifinale del torneo inglese, dove incontra una Venus Williams in forma che vincerà il torneo. La statunitense conduce un primo set con padronanza del campo, mentre la serba inizia il match con titubanza, perde di fila i primi 4 games e quando entra in partita è troppo tardi, il primo set termina 6-2 per la Williams. Nel secondo set la serba cresce, tuttavia per qualche errore di troppo, forse anche favorito da un infortunio al ginocchio destro, finisce per perdere il secondo set 6-4 e la semifinale. Il lunedì successivo, 9 luglio 2007, Ana Ivanović è la n.ro 5 del ranking WTA. Dopo un infortunio al ginocchio destro, procuratosi al torneo di Wimbledon e che l'ha tenuta ferma per due settimane, la Ivanović rientra nelle competizioni internazionali partecipando al torneo di Los Angeles.
Con scioltezza raggiunge la semifinale, nella quale batte la connazionale Janković (4-6, 6-3, 7-5), ed in finale sconfigge con agilità (7-5, 6-4) la n. 9 del ranking WTA Nadia Petrova, vincendo il quarto titolo in carriera. Grazie a quest'ultimo successo, il 13 agosto la giovanissima Ana raggiunge la posizione n.4 del ranking WTA. Dopo una settimana, al torneo di Toronto non riesce a mantenere la Rogers Cup vinta l'anno precedente, uscendo addirittura al secondo turno per opera della 169 del mondo, la cinese Zi Yan (6-3, 6-1). A seguire partecipa agli US Open dove batte la giapponese Nakamura (6-1, 6-1), la Rezaï (6-3, 6-1), e la Duševina (6-1, 6-3), fino ad approdare al quarto turno (ottavi di finale) dove perde (6-4, 6-2) da Venus Williams, battuta a sua volta in semifinale dalla numero 1, Justine Henin. Malgrado il buon risultato agli US Open, dove non era mai giunta prima così avanti, scende nel ranking di due posizioni, il 10 settembre raggiungendo la numero 6. A fine settembre vince il quinto titolo della sua carriera, il terzo dell'anno, il Fortis di Lussemburgo (Tier II). La serba batte prima la Kremer (7-5, 6-4), poi ai quarti (6-1, 6-2) in meno di un'ora la francese Golovin (n.19 del WTA), in semifinale supera (6-4, 6-2) la russa Zvonarëva (n. 24 del WTA) ed infine vince una combattuta finale con la slovacca Hantuchová (n. 10 del WTA). Dopo aver perso il primo set 6-3, arrivata 3-0 al secondo, vince 6 dei successivi 7 giochi e chiude il secondo set 6-4 in suo favore; quindi cresce ulteriormente nel terzo set che vince 6-4: punteggio finale 3-6, 6-4, 6-4. Quest'ultimo successo vale alla giovane serba la posizione numero 5 del ranking WTA. In seguito partecipa ai tornei di Stoccarda e di Zurigo senza molta fortuna e conclude l'anno con la semifinale a Madrid nel torneo conclusivo Race for Championship WTA in cui partecipano le migliori otto giocatrici (infortuni a parte) di una speciale classifica. Alla fine dell'anno occupa la posizione numero 4 nella classifica WTA.

### 2008: Vittoria al Roland Garros e numero 1 al mondo

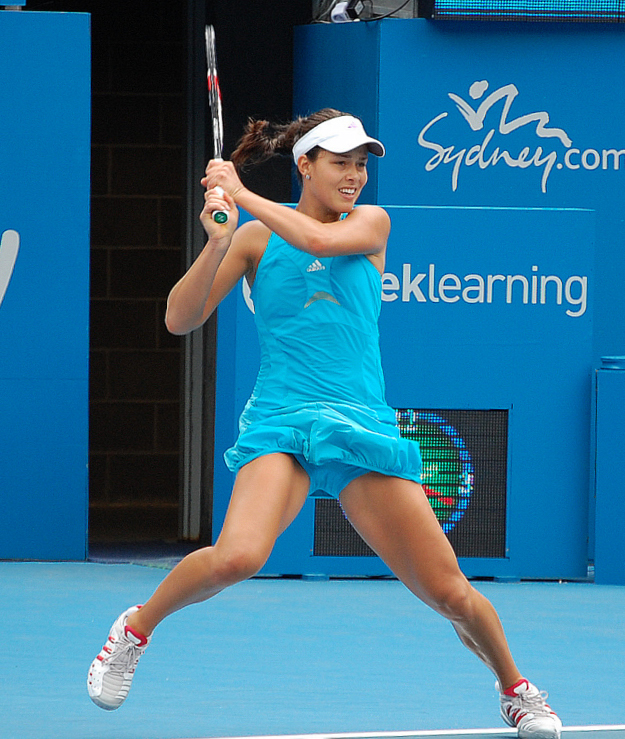
Ivanović al torneo di Sydney 2008

L'anno comincia bene per Ana, al torneo di Sydney arriva in semifinale dove è battuta dalla numero 1, Justine Henin. Sempre a gennaio, partecipa agli Australian Open, dove per la prima volta supera i quarti battendo per 7-6 6-4 Venus Williams, sei volte vincitrice di un torneo di Grande Slam e con la quale aveva già perso nei precedenti quattro incontri senza mai vincere un set. In semifinale affronta Daniela Hantuchová (gli scontri diretti sono a favore della Ivanović, 2-1, che ha vinto le ultime due). Riesce a raggiungere la finale del torneo superando la slovacca in una partita difficile, decisa al terzo set, ma perde anche questa seconda finale di uno slam, venendo sconfitta da Marija Šarapova in due set (7-5, 6-3).

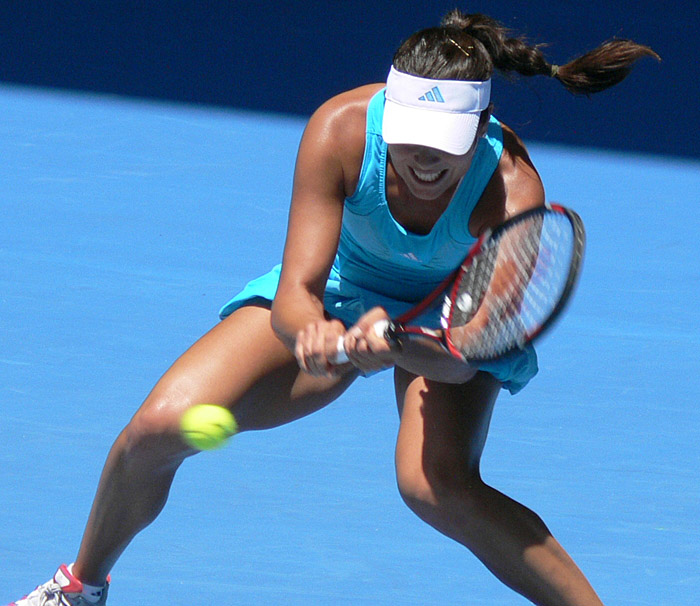
Ana Ivanović in azione agli Australian Open 2008

Dopo aver perso la finale, si ritrova al secondo posto nella classifica WTA ovvero la sua migliore posizione nella sua carriera. Dopo il ritiro al terzo turno, per infortunio, al torneo di Doha (Qatar) e l'eliminazione in tre set dal torneo di Dubai per mano della russa Elena Dement'eva, in marzo la serba si aggiudica il torneo di Indian Wells, sconfiggendo in semifinale la n.3 del ranking mondiale Jelena Janković e in finale Svetlana Kuznecova.
A maggio disputa gli Internazionali d'Italia a Roma e dopo essere stata qualificata di diritto al Secondo Turno esce subito di scena per mano della bulgara Cvetana Pironkova. La Ivanović non disputa un bellissimo incontro: deconcentrata ed imprecisa perde il primo set 4-6, alcuni sprazzi del suo tennis migliore le consentono di vincere a fatica il secondo 7-5 ma nel terzo e decisivo set Ana continua a sbagliare, non riesce ad entrare in partita e la Pironkova chiude il terzo e decisivo set 6-2: risultato finale 4-6, 7-5, 2-6. Poco prima degli Internazionali di Francia la belga Justine Henin annuncia il suo ritiro dal tennis e Ana Ivanović torna ad essere la n.ro 2 del ranking WTA dietro a Marija Šarapova. Dopo circa 3 settimane, al Roland Garros Ana supera in semifinale la connazionale Jankovic 6-4, 3-6, 6-4, conquistando la sua seconda finale consecutiva, e con i punti acquisiti, insieme alle eliminazioni subite dalla Kuznecova e dalla Šarapova, a soli 20 anni è la prima serba e la settima più giovane tennista a diventare la numero 1 del ranking WTA. La conferma che la posizione raggiunta sia meritata arriva dopo due giorni, quando Ana si aggiudica il Roland Garros, suo primo titolo del Grande Slam, battendo in finale Dinara Safina per 6-4, 6-3.
Dopo l'exploit di Parigi, Ana si reca a Wimbledon dove è pronosticata come una delle favorite, in considerazione della recente conquista del Roland Garros e della semifinale ottenuta l'anno precedente. Vinto brillantemente (6-1, 6-2) il primo turno con Rossana De Los Ríos, supera il secondo turno contro la Dechy grazie ad un net fortunoso che la salva miracolosamente in un match point contro nel secondo set, concludendo il match in una maratona di oltre 3 ore con il punteggio 6-7, 7-6, 10-8. Ma non ci sono miracoli al terzo turno dove Ana, come era accaduto a Roma, si smarrisce completamente in un insieme di colpi fuori misura o a rete, regalando la vittoria alla cinese Zheng, n. 133 del WTA, con il punteggio finale di 6-1, 6-4, in una delle sue più brutte partite. Dopo tornei, ai quali è uscita ai primi turni, a Zurigo raggiunge la semifinale, perdendo poi da Venus Williams, che vincerà il torneo. Una settimana dopo la semifinale persa a Zurigo, arriva a Linz, dove conquista il torneo battendo in finale in 50 minuti la russa Zvonarëva per 6-2, 6-1.

### 2009 - 2010: Declino

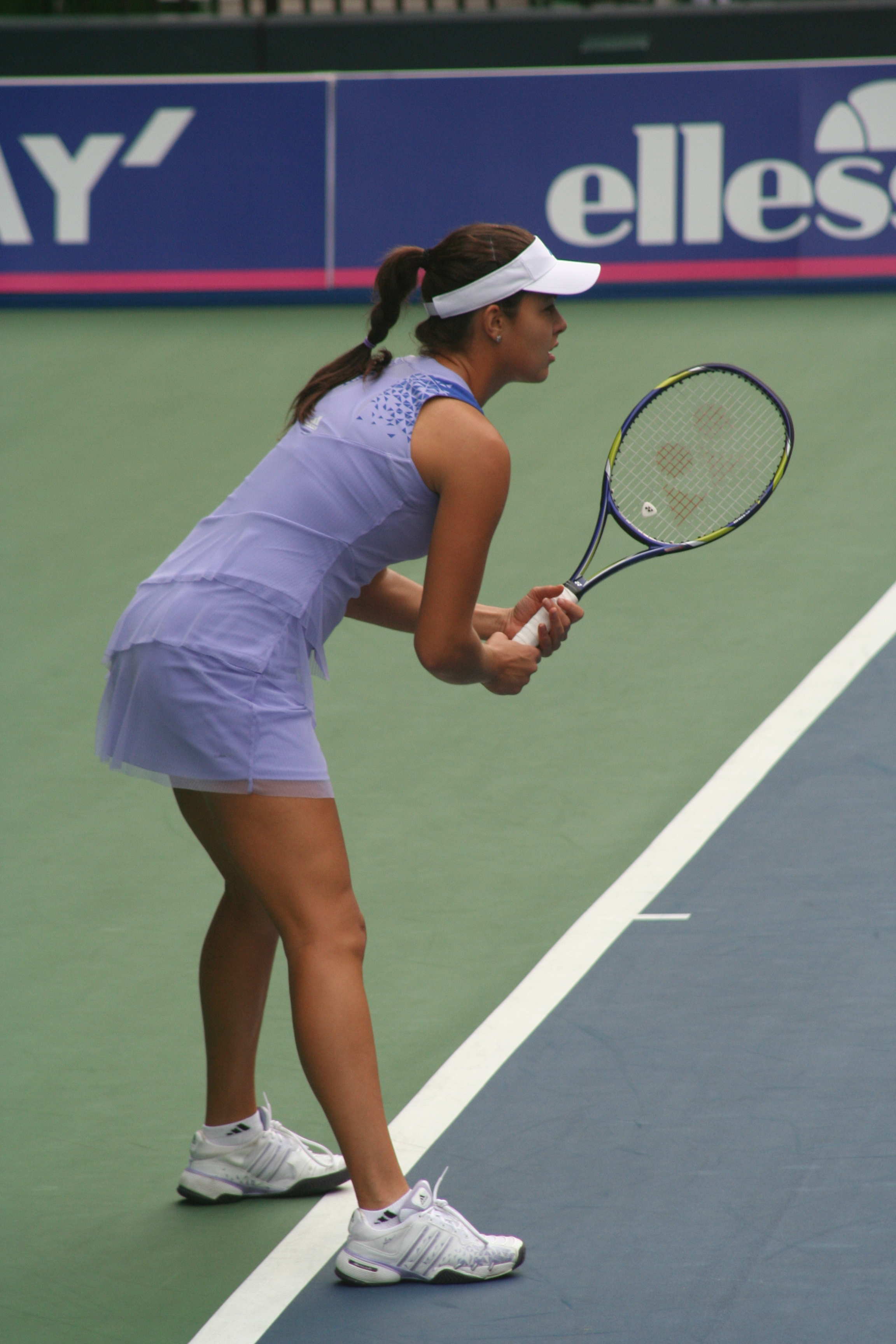
Ana Ivanović durante il Toray Pan Pacific Open 2009

Concluso il 2008 in maniera incerta, il 2009 evolve in maniera oscura. Esce al terzo turno agli Australian Open ed a febbraio a Dubai è battuta ai quarti da Serena Williams in maniera dignitosa (6-4, 6-4). A marzo perde la finale di Indian Wells negli USA contro Vera Zvonarëva (7-6, 6-2) e da quel momento entra in un tunnel di eliminazioni: esce al terzo turno a Miami e Roma, agli ottavi al Roland Garros a Parigi e a Wimbledon, al terzo turno a Los Angeles, poi le disfatte al secondo turno di Cincinnati e Toronto e al primo turno agli US Open in agosto. Dopo l'eliminazione al primo turno a Tokyo in settembre, Ana annuncia di prendersi un periodo di riflessione e di recupero fisico. Il 2009 si chiude con la posizione 22 nel ranking WTA, 17 posizioni in meno rispetto all'inizio dell'anno.
Dopo aver perso in gennaio la semifinale del torneo di Brisbane in Australia per mano di una appena rientrata Justine Henin (6-3, 6-2), continua la serie negativa della campionessa serba che esce al secondo turno negli Australian Open e a Indian Wells, al terzo a Miami e al primo a Stoccarda, e viene sconfitta in entrambi gli incontri in Fed Cup, raggiungendo la posizione WTA numero 58.

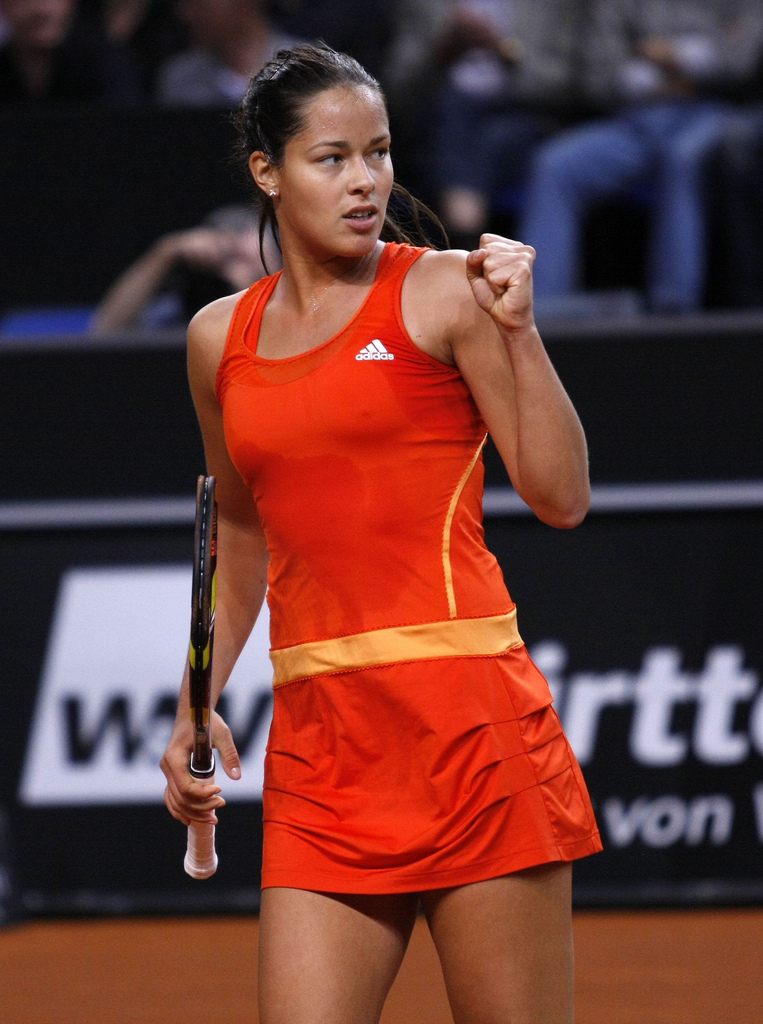
Ana Ivanović durante il Porsche Tennis Grand Prix 2010

A maggio partecipa agli Internazionali d'Italia e sembra rinascere come l'araba fenice dalle sue ceneri. Inserita nel torneo come ultima concorrente iscritta, al Foro Italico Ana elimina al primo turno (6-1, 6-3) la numero 32 del WTA Elena Vesnina, al secondo turno (6-4, 6-4) la numero 9 Viktoryja Azaranka, al terzo turno (6-4, 7-5) la numero 6 Dementieva, ed ai quarti (6-4 7-5) la numero 18 Petrova arrivando così fino in semifinale dove viene sconfitta dalla spagnola María José Martínez Sánchez (6-4, 6-2). Dopo Roma, Ana si reca al torneo di Madrid dal quale viene eliminata al secondo turno dalla connazionale Jelena Janković, con cui perde per 4-6, 6-4, 1-6, mostrando un buon tono di ripresa che fa preludere una buona aspettativa per Parigi. Invece, al Roland Garros, l'ex vincitrice di Parigi 2008 perde malamente (6-0, 6-2) al secondo turno con la russa Alisa Klejbanova, dimostrando di essere ancora molto fragile e che continua la sua grave crisi sportiva, come confermato dai risultati ai quattro successivi tornei: a Wimbledon perde al primo turno contro Shahar Peer, stessa sorte nel torneo di San Diego, e perde al secondo turno a 's-Hertogenbosch e a Stanford.
Iniziano a vedersi consistenti segnali di ripresa nel torneo di Cincinnati, dove è costretta a ritirarsi contro Kim Clijsters in semifinale per un problema alla caviglia destra, e all'US Open dove, dopo aver dimostrato una buona forma fisica e capacità di gioco, perde al quarto turno con la belga Kim Clijsters. Ad ottobre, Ana arriva brillantemente ai quarti di finale al torneo di Pechino dove è superata con un dignitoso 7-6(1) 6-4 dalla nuova numero 1 del ranking WTA, la danese Caroline Wozniacki. Sempre ad ottobre una wild card dell'ultima ora consente ad Ana di partecipare al torneo di Linz, dove aveva già trionfato nel 2008, ed Il 17 ottobre 2010, a due anni di distanza dall'ultima affermazione in un torneo WTA, la serba ventiduenne si impone in finale sulla svizzera Patty Schnyder in due set con il punteggio di 6-1, 6-2. Il 7 novembre si aggiudica il Commonwealth Bank Tournament of Champions di Bali battendo in finale la russa Alisa Klejbanova per 6-2, 7-6(5). Grazie a questa vittoria la tennista serba riesce a chiudere l'anno tra le prime 20 nel ranking WTA.

### 2011: Stato di forma discontinuo

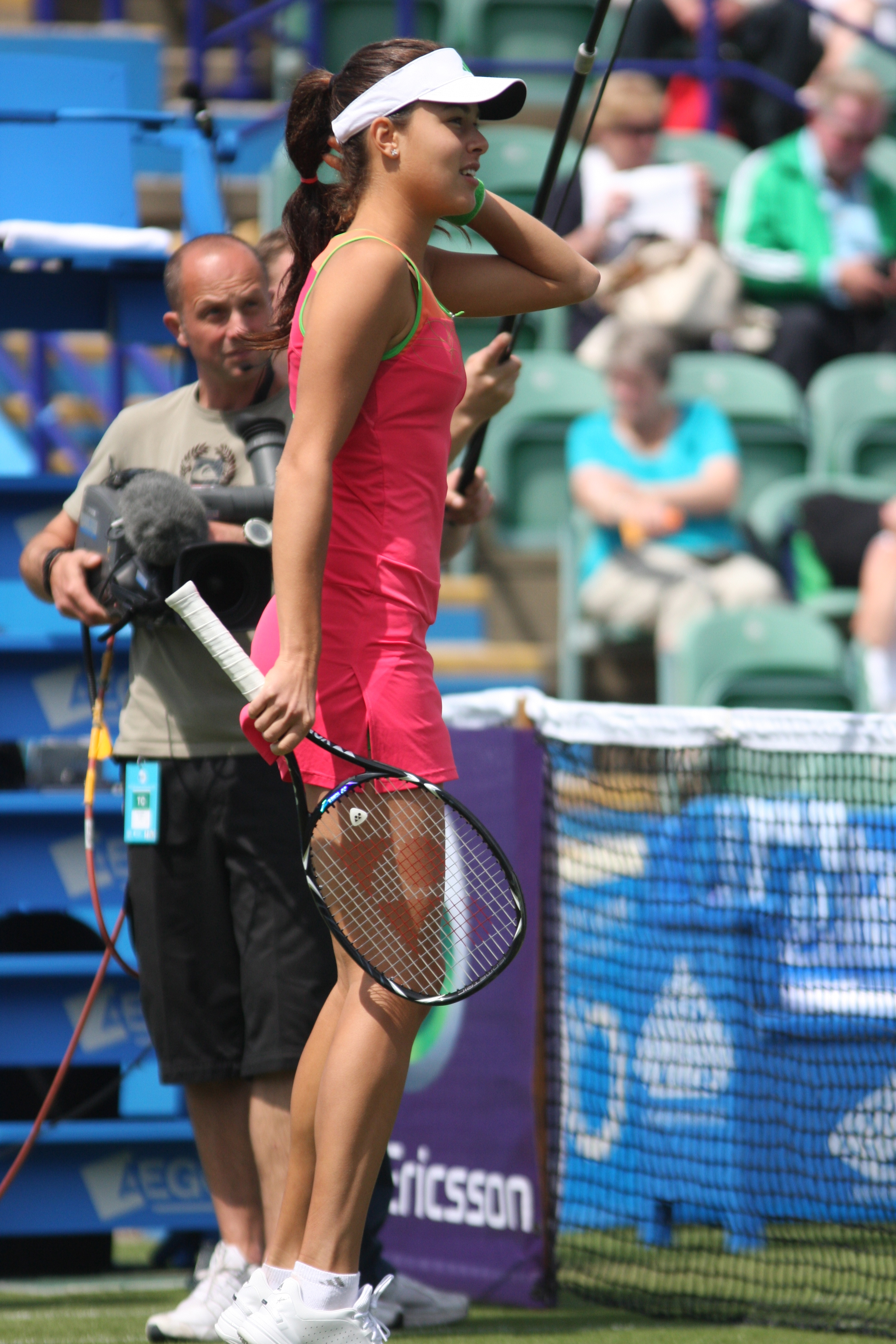
Ana Ivanović al torneo di Eastbourne

Ana inizia la stagione prendendo parte alla Hopman Cup, torneo esibizione riservato a squadre nazionali miste, insieme a Novak Đoković. La coppia serba riesce ad accedere alla finale del torneo ma a causa di un infortunio occorso alla Ivanović ha dovuto rinunciare a disputarla venendo sostituita dalla compagine belga. Agli Australian Open la serba si arrende già al primo turno contro la russa Ekaterina Makarova dopo un match molto combattuto conclusosi al tie-break.
Durante la prima settimana di febbraio Ana prende parte al torneo di Pattaya ma dopo aver battuto nei primi due turni la thailandese Luangnam e l'americana Jill Craybas nei quarti di finale viene sconfitta dall'italiana Roberta Vinci in due set per 7-5, 6-3. L'inizio del 2011 continua ad essere avaro di soddisfazioni anche al torneo di Dubai per la Ivanović. Infatti, in questa occasione viene eliminata al primo turno dalla svizzera Patty Schnyder. Nel mese di marzo partecipa al torneo di Indian Wells in cui viene eliminata nei quarti dalla francese Marion Bartoli con il punteggio di 6-4, 7-6. In seguito partecipa al torneo di Miami ma viene eliminata agli ottavi della belga Kim Clijsters con il punteggio di 6-7, 6-3, 6-7.
Dopo il torneo americano annuncia che non prenderà parte al primo torneo sulla terra rossa della stagione a Marbella a causa del persistere di un precedente problema fisico. Ad inizio maggio la Ivanović partecipa al torneo di Madrid ma esce già al primo turno per mano dell'americana Bethanie Mattek-Sands. La settimana seguente a Roma agli Internazionali BNL d'Italia viene sconfitta al secondo turno dalla belga Yanina Wickmayer in tre set. Successivamente al primo turno del Roland Garros viene eliminata a sorpresa dalla svedese Johanna Larsson con il punteggio di 6(3)-7, 6-0, 2-6. Ana inizia il mese di giugno disputando il torneo di Birmingham.
Nel corso del torneo la serba batte Anna Tatišvili, Rebecca Marino e Mirjana Lučić ma si arrende in semifinale alla slovacca Daniela Hantuchová in tre set. La settimana successiva la serba gioca a Eastbourne: esce al secondo turno contro Venus Williams dopo che al turno precedente aveva eliminato la tedesca Julia Görges. Al Torneo di Wimbledon la serba passa i primi due turni contro Melanie Oudin ed Eléni Daniilídou per poi essere sconfitta al terzo turno da Petra Cetkovská. Dopo Wimbledon, la Ivanović ha assunto Nigel Sears come suo allenatore. A Stanford la serba ha perso al primo turno contro la giapponese Ayumi Morita. in seguito, al torneo di Carlsbad ha perso contro Vera Zvonarëva in semifinale. Al torneo di Toronto perde al terzo turno contro l'italiana Roberta Vinci. Agli US Open la Ivanović ha perso agli ottavi di finale contro l'americana Serena Williams. Durante il torneo di Tokyo la Ivanović vince i primi due turni contro Anastasija Rodionova e Laura Robson, prima di perdere da Marija Kirilenko nel terzo turno. Al torneo di Pechino la serba si ritira ai quarti di finale contro la polacca Agnieszka Radwańska a causa di un infortunio alla schiena. Il 6 novembre vince per la seconda volta in carriera il Commonwealth Bank Tournament of Champions battendo in finale la spagnola Anabel Medina Garrigues con il punteggio di 6-3, 6-0.

### 2012: Quarti di finale all'US Open e finale in Fed Cup

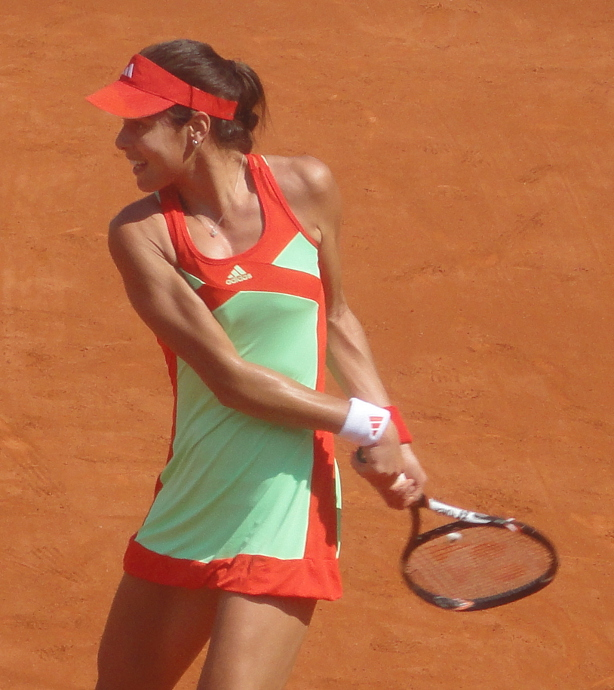
La tennista serba in azione agli Open di Francia

La serba inizia l'anno al torneo di Brisbane venendo eliminata al secondo turno dalla belga Kim Clijsters. La settimana seguente partecipa al torneo di Sydney ma esce di scena già al primo turno contro la ceca Lucie Šafářová. Agli Australian Open la Ivanović viene eliminata agli ottavi di finale dalla numero 2 del mondo Petra Kvitová con il punteggio di 6-2, 7-6(2). Nei primi tre turni la serba aveva eliminato nell'ordine: Lourdes Domínguez Lino, Michaëlla Krajicek e Vania King.
A febbraio partecipa al torneo del Qatar in cui, dopo aver superato al primo turno la spagnola Carla Suárez Navarro, esce al secondo turno contro la ceca Petra Cetkovská. In seguito prende parte al torneo di Dubai e batte al primo turno l'italiana Francesca Schiavone e al secondo Marija Kirilenko ma ai quarti viene battuta da Caroline Wozniacki. Nel mese di marzo prende parte al torneo di Indian Wells. Nel corso del torneo elimina: Johanna Larsson, Ksenija Pervak, Caroline Wozniacki e Marion Bartoli.
In semifinale viene eliminata dalla russa Marija Šarapova. Al Roland Garros è sconfitta al terzo turno da Sara Errani in tre set con il punteggio di 6-1, 5-7, 3-6. Partecipa anche al torneo di Wimbledon dove viene sconfitta agli ottavi di finale dalla bielorussa Viktoryja Azaranka. A fine luglio prende parte ai Giochi Olimpici di Londra dove sconfigge al primo turno Christina McHale; nel secondo turno sconfigge Elena Baltacha in due set per 6-4, 7-6.
Viene sconfitta al terzo turno da Kim Clijsters per 6-3, 6-4. Partecipa inoltre al torneo di doppio misto insieme al connazionale Nenad Zimonjić. In seguito partecipa alla Rogers Cup di Montréal ma, dopo un bye all'esordio, viene battuta con un doppio 6-0 dall'italiana Roberta Vinci. Allo US Open raggiunge per la prima volta ai quarti, ma viene eliminata nettamente da Serena Williams. Al torneo di Tokyo viene battuta a sorpresa da Urszula Radwańska al secondo turno in tre set. Torna in campo a Pechino ma anche qui viene battuta, a sorpresa, da Romina Oprandi. La settimana dopo è a Linz dove raggiunge i quarti di finale ma viene sconfitta da Kirsten Flipkens.
Il 3 e 4 novembre la serba scende in campo per la finale di Fed Cup contro la Repubblica Ceca. Il primo giorno viene sconfitta da Lucie Šafářová, nella seconda partita batte Petra Kvitová. Questa vittoria non servirà a niente visto che la Serbia uscirà sconfitta dalla finale. Il 1º dicembre è a Milano per partecipare alla seconda edizione de "La Grande Sfida" esibizione in cui partecipano anche Sara Errani, Roberta Vinci e Marija Šarapova. Durante l'esibizione ha la meglio su Roberta Vinci per 7-6 e viene sconfitta in doppio, in coppia con Marija Šarapova.

### 2013: Risultati costanti

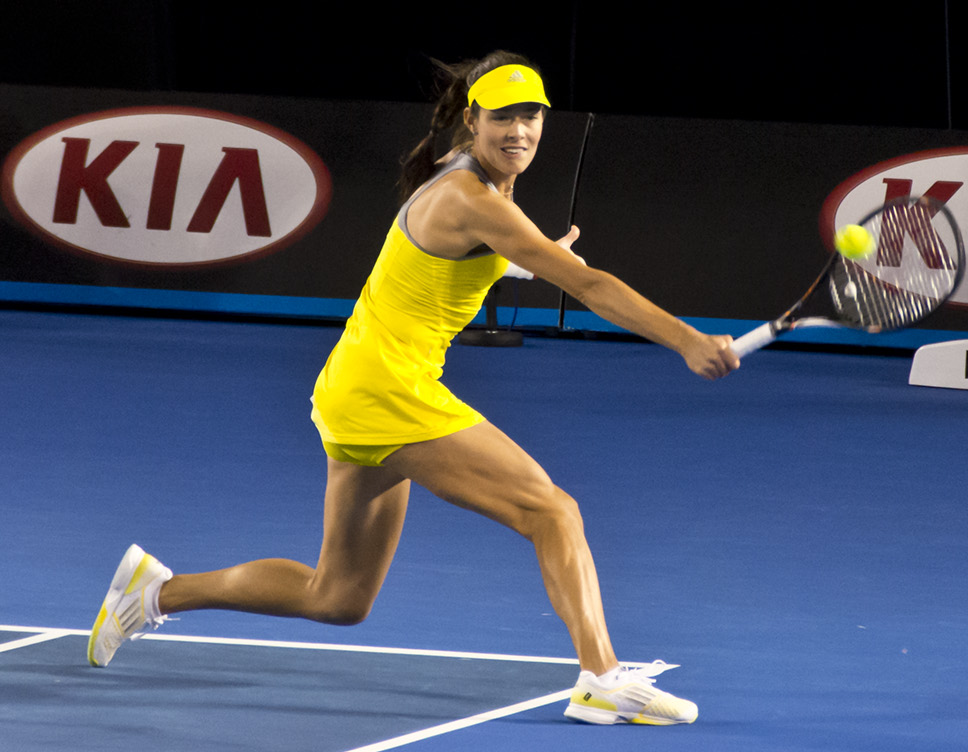
Ana Ivanović agli Australian Open 2013

La Ivanović inizia la stagione disputando la Hopman Cup in coppia con Novak Đoković. All'Australian Open la serba esce di scena agli ottavi di finale contro la polacca Agnieszka Radwańska. Successivamente la Ivanović prende parte al torneo di Pattaya ma viene battuta al primo turno dalla giapponese Ayumi Morita. A febbraio prende parte al torneo di Doha in cui viene eliminata al terzo turno da Agnieszka Radwańska in due set con il punteggio di 6-1, 7-6. La settimana successiva gioca a Dubai e viene battuta da Petra Kvitová in due set per 7-5, 7-6.
Al torneo di Indian Wells viene sconfitta al terzo turno dalla talentuosa Mona Barthel in tre set. La settimana seguente gioca al Sony Ericsson Open di Miami, dove esce di scena agli ottavi per mano della Errani con lo score di 1-6, 6-4, 6-2. Ad aprile prende parte al Porsche Tennis Grand Prix di Stoccarda e viene sconfitta solo al terzo set dalla Šarapova. Al torneo di Madrid raggiunge la semifinale e cede ancora dalla Šarapova, ma questa volta in due facili set. Agli Internazionali BNL d'Italia di Roma lascia subito il torneo poiché subito sconfitta dalla minore delle sorelle Radwańska, Urszula. Al Roland Garros viene battuta, invece, da Agnieszka, con il punteggio di 6-2, 6-4. Prende parte nel mese di giugno all'AEGON International di Eastbourne dove la russa Elena Vesnina la batte prematuramente dal torneo con lo score di 2-6, 6-4, 6-3. A Wimbledon viene sconfitta abbastanza facilmente e a sorpresa dall'emergente Eugenie Bouchard con un doppio 6-3.

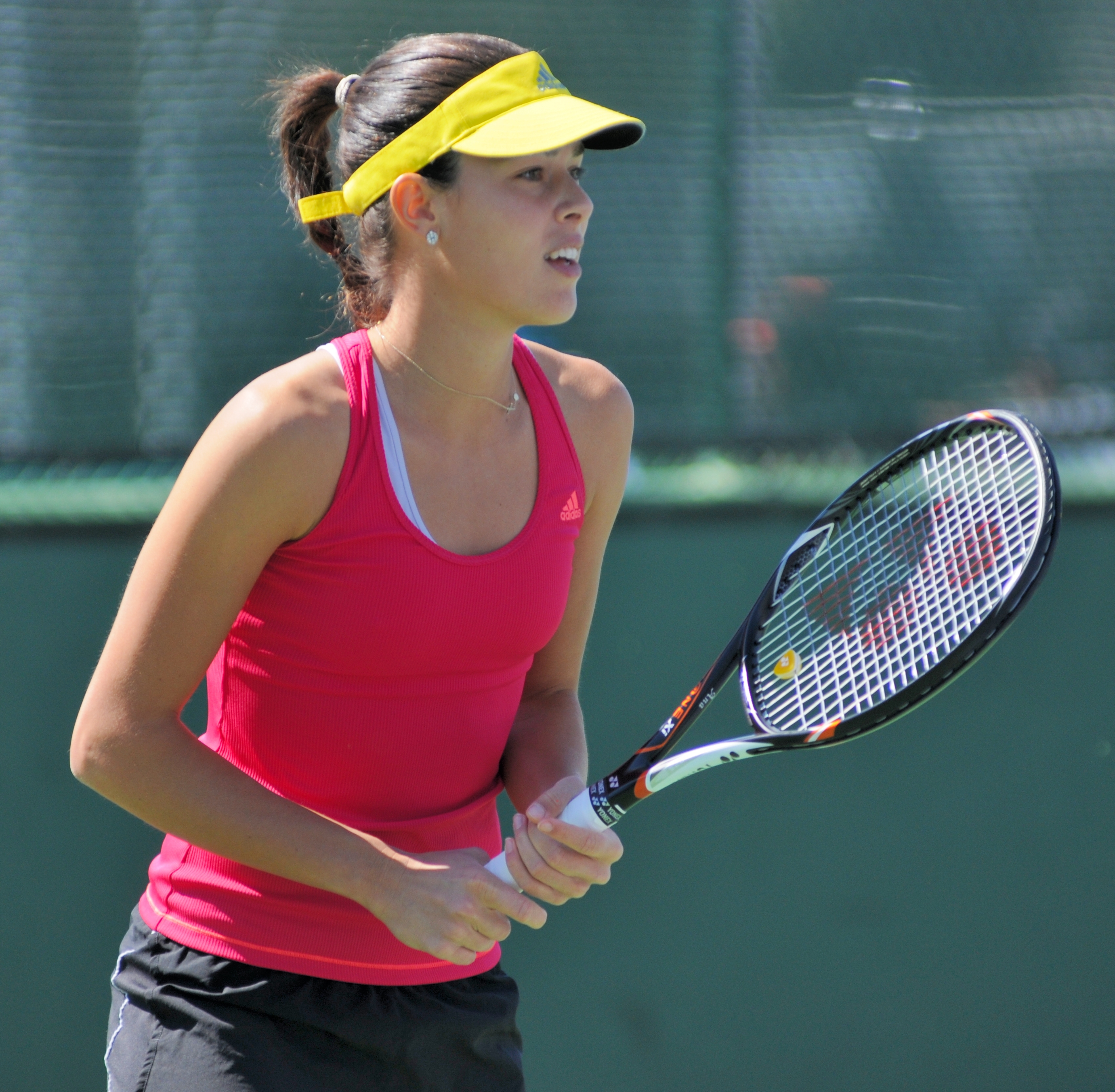
Ana Ivanović in allenamento al BNP Paribas Open di Indian Wells

Nella stagione estiva sul cemento americano raggiunge le semifinali a Carlsbad battuta da Victoria Azarenka 6-0, 4-6, 6-3, alla Rogers Cup di Toronto si ferma al terzo turno per mano di Li Na (3-6, 6-1, 7-6(5)), mentre a Cincinnati non supera il primo turno sconfitta con il punteggio di 2-6, 7-6(8), 6-4 dalla francese Alizé Cornet. Agli US Open viene sconfitta agli ottavi di finale in un match molto equilibrato dalla futura finalista del torneo Victoria Azarenka per 4-6, 6-3, 6-4.
A Tokyo si ferma al terzo turno battuta dalla poi finalista del torneo Angelique Kerber col punteggio di 6-4, 6-2, mentre al Premier Mandatory di Pechino non supera il secondo turno (doppio 64 in favore della qualificata slovena Polona Hercog). Ad ottobre prende parte ai Generali Ladies Linz in Austria (dove aveva già trionfato nel 2010 e 2011) avendo la meglio nell'ordine su: Yanina Wickmayer (6-2, 6-4), Francesca Schiavone (6-3, 7-5), Dominika Cibulková (6-2, 6-4), Stefanie Vögele (6-4, 6-4), arrivando poi alla sconfitta in finale per mano della tedesca Angelique Kerber con punteggio finale di 6-4, 7-6(6) in un match controverso che ha visto la serba recuperare situazioni di punteggio sfavorevoli senza però riuscire mai a sfruttare le occasioni concesse dall'avversaria. Alla Kremlin Cup di Mosca si spinge fino ai quarti di finale, dove viene fermata dalla successiva finalista del torneo Samantha Stosur per 7-5, 6-4. A fine ottobre riceve una wild card per il Master B (il WTA Tournament of Champions, a cui partecipano le sei giocatrici che hanno vinto almeno un torneo WTA International nella stagione corrente con il ranking più elevato con l'aggiunta di due wild card decise dagli organizzatori dell'evento) tenutosi a Sofia, in qualità di due volte vincitrice del torneo (nel 2010 e 2011, quando l'evento si disputava a Bali). Qui supera il round robin avendo la meglio di Samantha Stosur e Cvetana Pironkova e perdendo solo dalla russa Elena Vesnina. In semifinale incontra la romena futura vincitrice del torneo Simona Halep dalla quale perde col punteggio di 2-6, 6-1, 6-3 sprecando nel terzo set un vantaggio di 3-0.

### 2014: Rinascita tennistica e ritorno nella Top 5

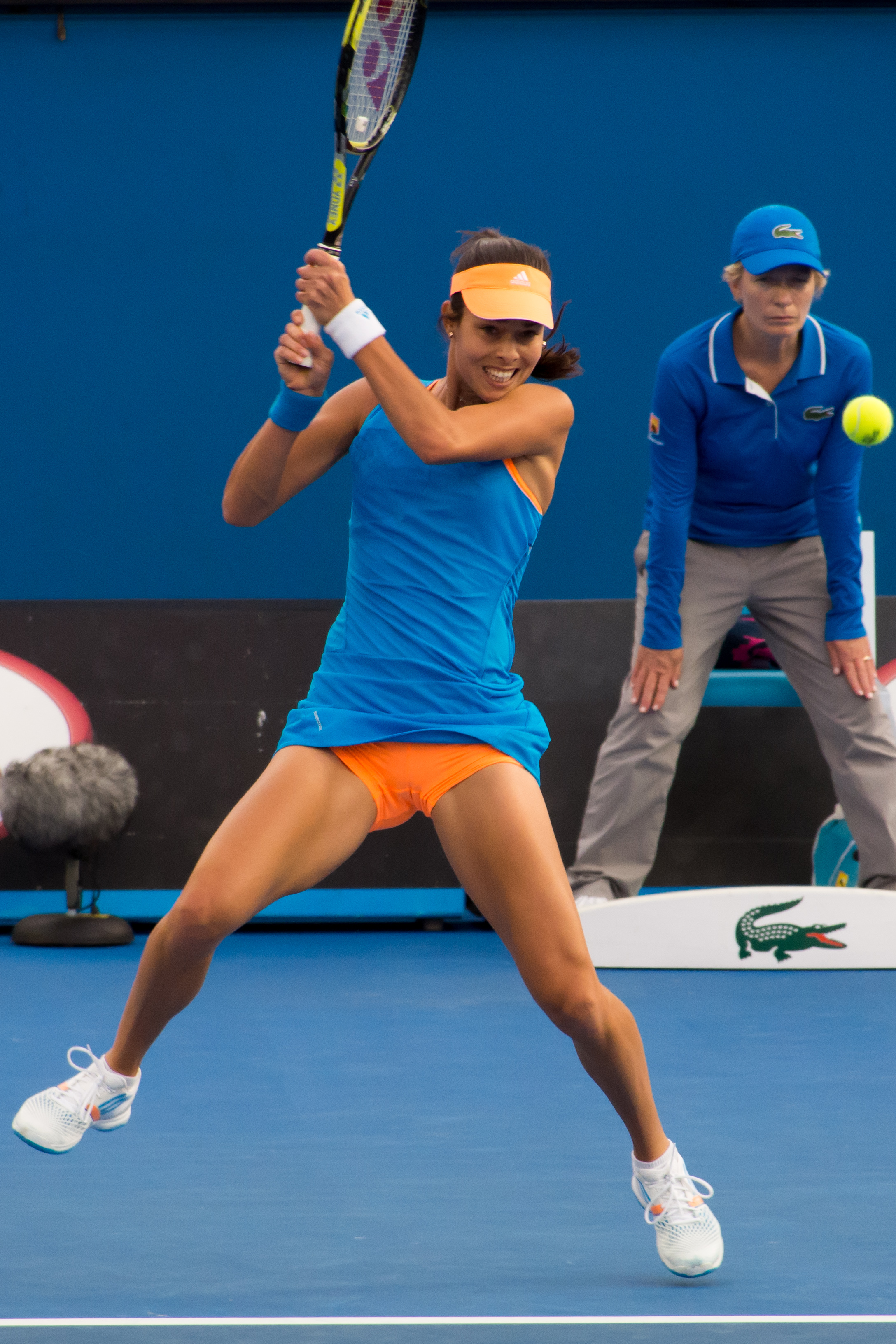
Ana agli Australian Open 2014

Il 2014 inizia per Ana con la vittoria all'ASB Classic di Auckland, interrompendo così il digiuno di titoli che durava da più di due anni, dopo aver battuto al primo turno l'americana Alison Riske 7-5, 7-6(2), al secondo la svedese Johanna Larsson 6-1, 6-1, ai quarti la giapponese Kurumi Nara 6-2, 6-3, in semifinale la belga Kirsten Flipkens 6-0, 7-6(3) e superando in finale l'americana Venus Williams per 6-2, 5-7, 6-4 al termine di un match combattuto e appassionante, in cui dopo non aver sfruttato l'occasione di chiudere l'incontro nel secondo set con il servizio a disposizione sul 5-4, la serba non accusa il colpo e, trovandosi nella stessa situazione di punteggio sul 5-4 e servizio nel terzo set, annulla due possibilità di controbreak a favore della Williams e chiude l'incontro grazie ad un errore di dritto della maggiore delle Williams.
Torna qui a giocare il doppio in coppia dell'amica Kirsten Flipkens, ma le due si fermano al secondo turno per mano di Lucie Hradecka e Michaella Krajicek 3-6, 6-4, 10-3. La Ivanović partecipa al Grande Slam degli Australian Open. Vola agli ottavi di finale dopo sei anni, dopo aver compiuto un'impresa, battendo l'attuale Nr. 1 Serena Williams in 3 set 4-6, 6-3, 6-3, per poi perdere contro Eugenie Bouchard in 3 set 5-7, 7-5, 6-2 nel match per la semifinale. Riesce a conquistare il secondo titolo stagionale al Monterrey Open dove dopo aver battuto la Wozniacki in semifinale, all'atto conclusivo del torneo ha la meglio sulla giovane connazionale Jovana Jakšić con il netto punteggio di 6-2, 6-1.
Successivamente partecipa al Porsche Tennis Grand Prix di Stoccarda, dove raggiunge la sua terza finale stagionale. In finale incontra la "dominatrice" di questa superficie Marija Šarapova; la serba dopo essere stata avanti per 6-3, 3-1, subisce il ritorno della russa, che riesce a conquistare il suo terzo titolo consecutivo a Stoccarda, battendo Ana con il punteggio di 3-6, 6-4, 6-1. Al torneo di Madrid è sconfitta ai quarti dalla futura finalista Simona Halep 2-6, 2-6.

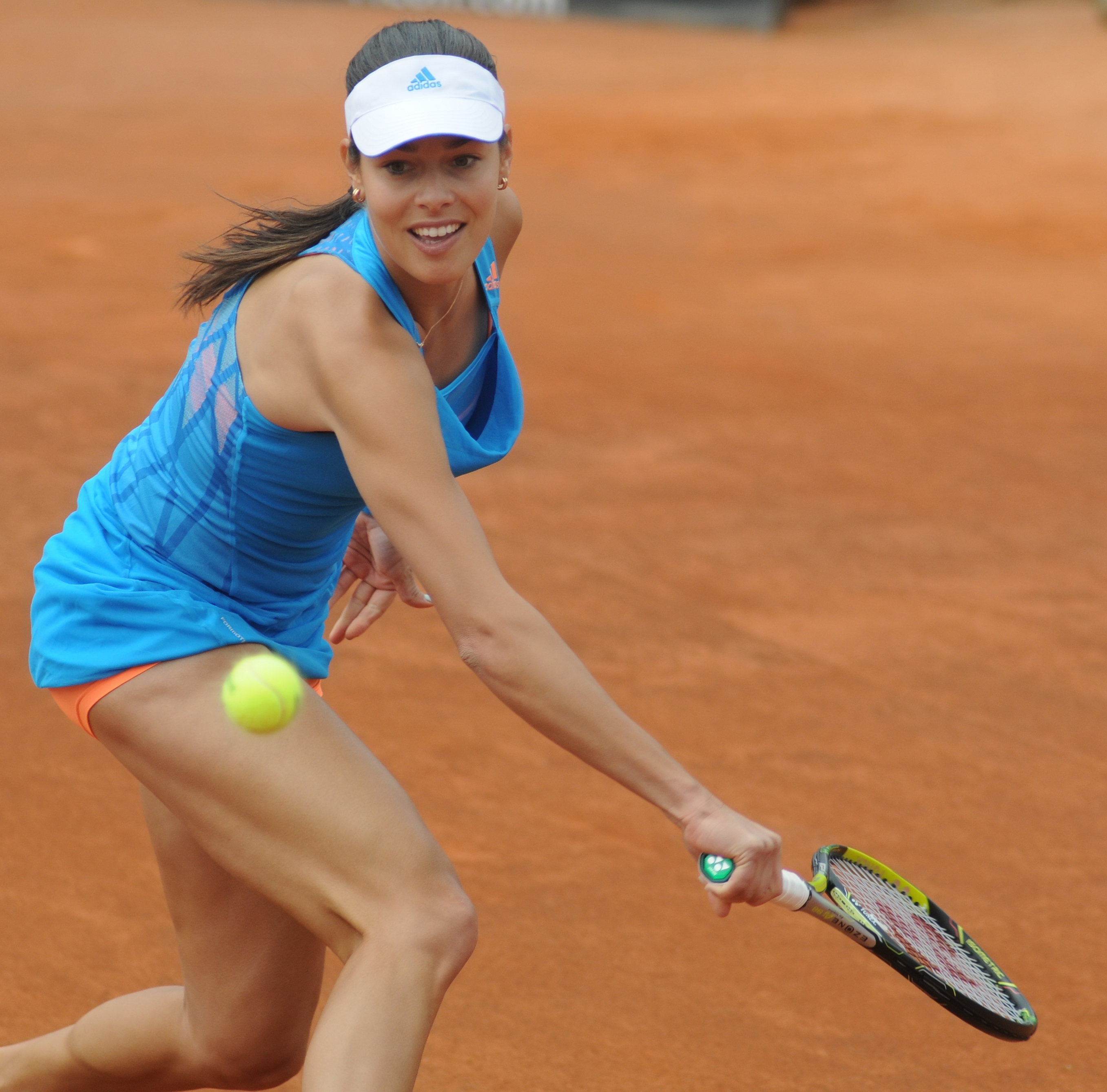
Ana Ivanović a Roma nel 2014

Partecipa agli Internazionali BNL d'Italia. Nel match per i quarti di finale batte Marija Šarapova, dopo ben 7 anni, con un netto 6-1, 6-4. Dopo la vittoria sulla siberiana Ana batte ai quarti Carla Suárez Navarro e accede alla semifinale dove incontra la numero 1 del mondo Serena Williams che dopo tre set 1-6, 6-3, 1-6, batte la Serba. Arriva a Parigi come testa di serie numero 11, supera agevolmente i primi due turni battendo la giovane francese Caroline Garcia 6-1, 6-3 e l'ucraina Elena Vesnina con punteggio 7-5 6-2. Ma l'accesso agli ottavi le è negato da Lucie Šafářová che le infligge un doppio 6-3.
Lasciatasi alle spalle la delusione parigina Ana partecipa al primo torneo su erba l'Aegon Classic di Birmingham. Con molta scioltezza porta a casa il titolo senza cedere neanche un set in tutto il torneo. Per Ana è il primo titolo sull'erba, 14º in carriera. Al Torneo di Wimbledon, ai primi due turni elimina Francesca Schiavone e Zheng Jie, ma al terzo turno si arrende alla "specialista" di questa superficie Sabine Lisicki, che la batte con il punteggio di 6-4, 3-6, 6-1. Inizia la stagione sul cemento americano al premier di Stanford, dove viene sconfitta ai quarti di finale dalla futura campionessa Serena Williams in tre set. Raggiunge la sua quinta finale stagionale a Cincinnati, battendo fra le altre Marija Šarapova in semifinale, in uno dei match più belli dell'anno. In finale è sconfitta ancora una volta da Serena Williams, che stavolta batte la serba, con enorme facilità, rispetto agli altri precedenti. Grazie alla finale raggiunta a Cincinnati, Ana rientra in top ten, posizionandosi in 9ª posizione. Agli US Open, viene eliminata da Karolína Plíšková al secondo turno. In seguito a questo deludente risultato, viene sorpassata nella classifica WTA da Caroline Wozniacki.
A settembre, batte in finale Caroline Wozniacki con il risultato di 6-2 7-62 nel torneo di Tokyo, conquistando così il suo quarto titolo dell'anno. Per la serba, la stagione del 2014 è la migliore di sempre (4 titoli, 52 vittorie, dati del 21 settembre 2014); il miglior anno precedente al successo di Tokyo era il 2007, in cui mise a segno 51 vittorie e vinse 3 titoli. Dopo il ritiro da torneo di Wuhan la serba partecipa all'ultimo Premier Mandatory della stagione. Accede in semifinale, senza perdere un set, ma deve arrendersi alla Šarapova che si vendica sella sconfitta subita a Cincinnati, battendo la serba piuttosto nettamente (0-6, 4-6).
Partecipa dopo ben cinque anni al Masters di fine anno dove è inserita nel girone rosso con: Bouchard, Halep e Williams . Perde il primo incontro con l'americana 6-4 6-4, rientra in corsa per le qualificazioni vincendo contro la giovane canadese 6-1 6-3. A questo punto deve vincere due set a zero contro la Halep per passare il girone, ma la romena le nega l'accesso vincendo il secondo parziale.
Così Ana chiude l'anno con: quattro titoli, due finali, record di match vinti e la quinta posizione nel ranking WTA.

### 2015: Semifinale al Roland Garros

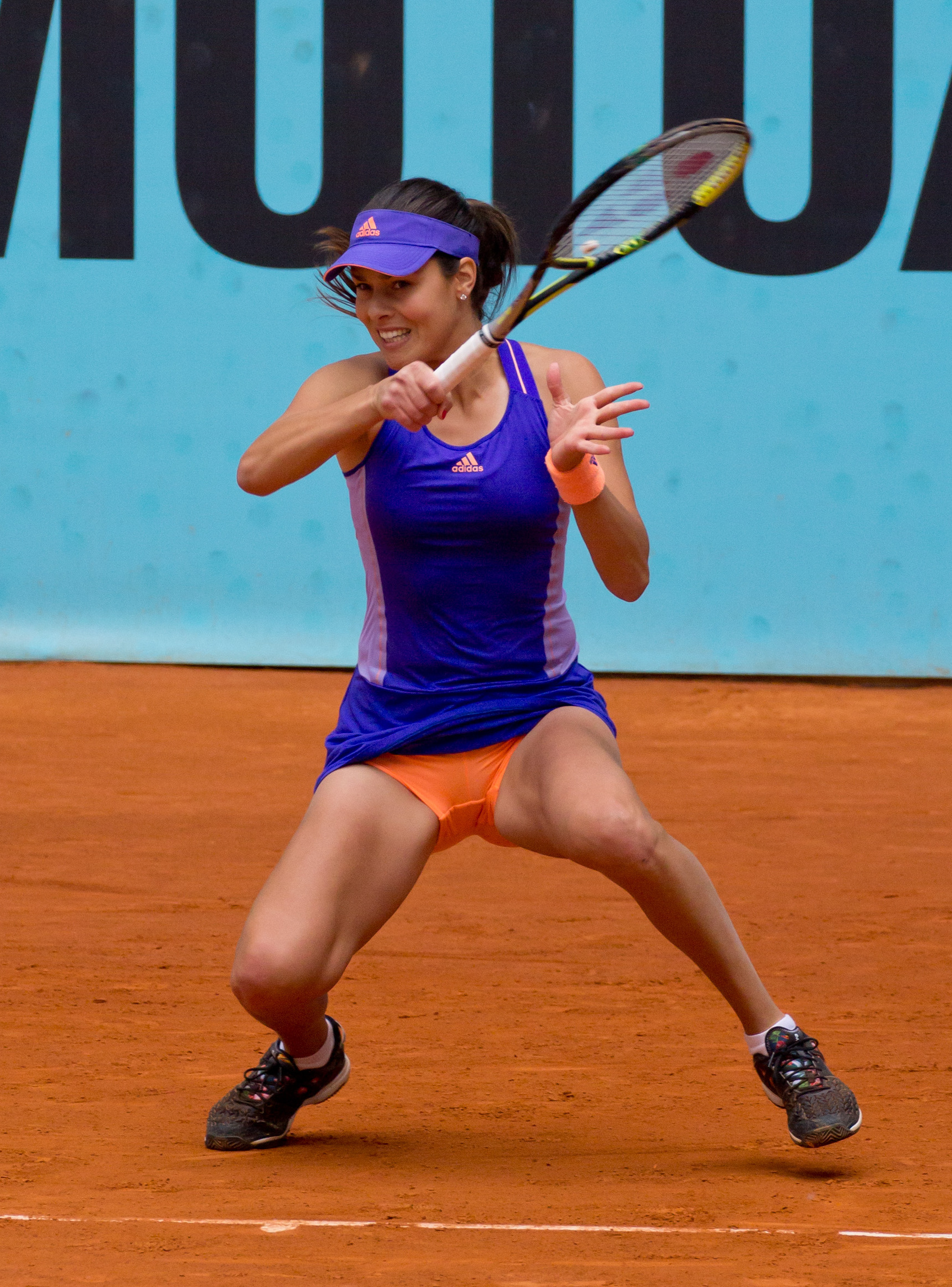
Ana Ivanović nel 2015 a Madrid

Il 2015 della Ivanović comincia a Brisbane dove parte da seconda testa di serie. Dopo un bye al primo turno, batte la tennista di casa Jarmila Gajdošová 6-4 6-1. Ai quarti rimonta la tennista estone Kaia Kanepi per 4-6 6-4 6-3. In semifinale vince su Varvara Lepchenko per 7-6 6-4, in quasi 2 ore di gioco. Nell'atto conclusivo incrocia Marija Šarapova. Dopo aver vinto il primo set al tie-break per 7 punti a 4, viene rimontata dalla russa per 6-3 6-3 e rimedia l'ottava sconfitta su 23 finali giocate. Partecipa al primo grande slam dell'anno, l'Australian Open, dove parte come testa di serie numero 5 e con grandi ambizioni ma la sua corsa si arresta al primo turno, sorprendentemente, contro la qualificata ceca Lucie Hradecká per 6-1 3-6 2-6.
Il giorno successivo alla delusione australiana le viene diagnosticata una frattura ad un dito del piede che inevitabilmente la costringe a saltare il primo turno di Fed Cup, solo dopo quindici giorni torna ad allenarsi e fa il suo ritorno sui campi da gioco a Dubai.
Qui è accreditata dalla quarta testa di serie, dopo aver usufruito di un bye al primo turno supera il test Sabine Lisicki battendola 6-0 6-3 portando gli head to head a 4-1 per la serba. 
Viene sconfitta dalla Rising star del mese Karolína Plíšková che vince il primo parziale senza molti patemi e comincia il secondo set breakkando Ana, ma la serba non demorde contro-brekka la Ceca e vince il parziale, nel set decisivo perde il servizio sul 4-4 e la partita con lo score finale di 2-6 6-4 4-6.
Da Indian Wells fino a Roma la stagione della serba stenta a decollare ma a Parigi ritorna a giocare il tennis che l'anno precedente l'aveva riportata ai vertici. Arriva in semifinale dopo ben sette anni dall'ultima volta, ma viene sconfitta da una Lucie Šafářová in forma smagliante, che perderà in finale soltanto dalla numero uno del mondo Serena Williams. Grazie al risultato ottenuto la serba si issa al dodicesimo posto della race. A Birmingham non riesce a difendere il titolo conquistato l'anno precedente, poiché viene sconfitta all'esordio dalla portoghese Michelle Larcher De Brito in tre set.
A Wimbledon, supera agevolmente l'esordio, ma al turno successivo viene sorprendentemente sconfitta dall'americana Bethanie Mattek-Sands.
Dopodiché, si apre per Ana lo swing sul cemento e partecipa alla Rogers Cup 2015 a Toronto, torneo nel quale è accreditata della 5ª testa di serie. Dopo un bye al primo turno elimina le qualificate Havarcova (6-4 7-6(4)) e Hercog (6-2 6-3) prima di perdere nei quarti contro la futura vincitrice del torneo Belinda Bencic, in 2 netti set. Si presenta poi a Cincinnati dove approfitta di un bye e del walk over di Venus Williams ed accede al terzo turno dove sconfigge, in rimonta, Sloane Stephens. Giunge così ai quarti dove la sua corsa si interrompe per mano di Serena Williams, che vince per 3-6 6-4 6-2.
Si presenta, il 31 agosto, allo US Open, dove è testa di serie numero 7. Le sue speranze vengono stroncate al primo turno da Dominika Cibulková, che batte Ana in 3 set.
Chiusa la parentesi americana, vola a Tokyo, dove è detentrice del titolo. Qui è seconda testa di serie e, dopo un bye, estromette Camila Giorgi per 7-5 6-2 ma ai quarti viene nuovamente sconfitta dalla Cibulkova, per 7-6(5) 6-3. A Wuhan si arrende al terzo turno contro la Muguruza (6-0 al terzo) mentre a Beijing perde in semifinale con Timea Bacsinszky, per 5-7 6-4 6-1. Conclude la stagione al torneo di Lussemburgo, dove è accreditata della 2ª testa di serie. Dopo aver battuto in 2 set la Watson, viene sconfitta al secondo da Alison Van Uytvanck.
Chiude il 2015 al 16º posto del ranking WTA.

### 2016: Anno del ritiro
Ana apre la stagione ad Auckland, dove è seconda testa di serie. La serba, però, viene subito eliminata da Naomi Broady, che vince in 2 set. Esce al terzo turno all'Australian Open perdendo in tre set con il punteggio 6-4 4-6 4-6 contro l'americana Madison Keys dopo essere stata in vantaggio per 6-4 e 4-2 nel secondo. A San Pietroburgo raggiunge le semifinali ma viene battuta in 2 set dalla futura campionessa Roberta Vinci. A Dubai lascia un game alla Gavrilova e poi estromette, a sorpresa, la 1ª testa di serie Simona Halep per 7-6(2) 6-2 prima di essere eliminata ai quarti da Barbora Strýcová. Ad Indian Wells e Miami non va oltre il terzo turno, dove esce rispettivamente contro Karolína Plíšková (6-2 6-0) e contro Timea Bacsinszky (7-5 6-4). A Stoccarda si apre per Ana la stagione sul rosso che non porta grande fortuna: in Germania esce di scena al secondo turno per mano di Karolína Plíšková; a Madrid perde al secondo turno da Louisa Chirico mentre a Roma si arrende, sempre al secondo turno, a Christina McHale per 6(3)-7 6-4 6-1. Ai French Open riesce a raggiungere il terzo turno piegando Océane Dodin e Kurumi Nara, ma viene annichilita poi dalla Svitolina,che concede alla serba 8 games. Nella stagione sull'erba riesce ad arrivare ai quarti a Mallorca, perdendo da Caroline Garcia, mentre a Wimbledon si ferma addirittura all'esordio, battuta dalla russa qualificata Ekaterina Aleksandrova per 6-2 7-5.
A fine stagione annuncia il ritiro dall'attività agonistica a causa dei frequenti infortuni e dell'impossibilità di tornare ai vertici.

## Caratteristiche tecniche
Dotata di un potente servizio (a circa 190 km/h), prediligeva i colpi da fondo campo, con i quali spesso chiudeva i punti grazie alle sue accelerazioni, soprattutto di diritto, sua arma vincente, ma era comunque capace di giocare sia a rete sia con palle corte.

## Vita privata e altre attività
Dal 2007 Ana Ivanović è Ambasciatrice Ufficiale della Serbia per l'UNICEF.
Il 12 luglio 2016 si è sposata a Venezia con il calciatore Bastian Schweinsteiger. La coppia ha avuto due figli: Luka (19 marzo 2018) e Stefan (30 agosto 2019).

## Statistiche WTA

### Singolare

#### Finali del Grande Slam

##### Vinte (1)
| Anno | Torneo                  | Avversaria in finale | Punteggio |
| 2008 | Open di Francia, Parigi | Dinara Safina        | 6-4, 6-3  |

##### Perse (2)
| Anno | Torneo                     | Avversaria in finale | Punteggio |
| 2007 | Open di Francia, Parigi    | Justine Henin        | 1-6, 2-6  |
| 2008 | Australian Open, Melbourne | Marija Šarapova      | 5-7, 3-6  |

### Risultati in progressione in singolare
| Sigla | Risultato               |
| ----- | ----------------------- |
| V     | Vincitore               |
| F     | Finalista               |
| SF    | Semifinalista           |
| O     | Oro olimpico            |
| A     | Argento olimpico        |
| SF    | Bronzo olimpico         |
| QF    | Quarti di Finale        |
| 4T    | Quarto turno            |
| 3T    | Terzo turno             |
| 2T    | Secondo turno           |
| 1T    | Primo turno             |
| RR    | Round Robin             |
| LQ    | Turno di qualificazione |
| A     | Assente                 |
| ND    | Non disputato           |

| Legenda superfici    |
| -------------------- |
| Cemento              |
| Terra battuta        |
| Erba                 |
| Superficie variabile |

| Torneo                     | 2003    | 2004    | 2005 | 2006 | 2007 | 2008 | 2009 | 2010 | 2011 | 2012 | 2013 | 2014 | 2015 | 2016 | Titoli | Vittorie-Sconfitte |
| -------------------------- | ------- | ------- | ---- | ---- | ---- | ---- | ---- | ---- | ---- | ---- | ---- | ---- | ---- | ---- | ------ | ------------------ |
| Tornei del Grande Slam     |         |         |      |      |      |      |      |      |      |      |      |      |      |      |        |                    |
| Australian Open, Melbourne | Assente | Assente | 3T   | 2T   | 3T   | F    | 3T   | 2T   | 1T   | 4T   | 4T   | QF   | 1T   | 3T   | 0/12   | 26-12              |
| Roland Garros, Parigi      | Assente | Assente | QF   | 3T   | F    | V    | 4T   | 2T   | 1T   | 3T   | 4T   | 3T   | SF   | 3T   | 1/12   | 37-11              |
| Wimbledon, Londra          | Assente | Assente | 3T   | 4T   | SF   | 3T   | 4T   | 1T   | 3T   | 4T   | 2T   | 3T   | 3T   | 1T   | 0/11   | 24-12              |
| US Open, New York          | A       | LQ      | 2T   | 3T   | 4T   | 2T   | 1T   | 4T   | 4T   | QF   | 4T   | 2T   | 1T   | 1T   | 0/12   | 20-12              |
| Vittorie-Sconfitte         | 0-0     | 0-0     | 9-4  | 8-4  | 16-4 | 16-3 | 8-4  | 5-4  | 4-4  | 12-4 | 10-4 | 9-4  | 6-4  | 4-4  | 1/47   | 107-46             |